# علي الكعلي
علي الكعلي هو سياسي وخبير اقتصادي تونسي، يشغل منصب وزير الاقتصاد والمالية ودعم الاستثمار في حكومة هشام المشيشي منذ 1 أغسطس 2020.